# Forastera de Can Reviu
Forastera de Can Reviu es un cultivar de higuera de tipo higo común Ficus carica, unífera (con una sola cosecha por temporada, los higos de otoño), con higos de epidermis con color de fondo morado verdoso, más intenso a lo largo de las costillas y con sobre color verde marronáceo. Se cultiva en la colección de higueras de Montserrat Pons i Boscana en Llucmajor, Islas Baleares.

## Sinonimia
- “sin sinónimo”,[4][6][7]

## Historia
Actualmente la cultiva en su colección de higueras baleares Montserrat Pons i Boscana, rescatada de un ejemplar o higuera madre cultivada y ubicada en el predio de "can Reviu" en la zona de Cugulutx del agro de La Marina de Llucmajor término de Llucmajor, propiedad de Biel Salvà i Prohens; Higuera centenaria que fue plantada por su padre Damià Salvà, probablemente traída de fuera, pero siempre denominada como forastera.
La variedad 'Forastera de Can Reviu' probablemente fue adquirida por algún trabajador de la finca, pero tan ancestral (tiene más de cien años), que se la divulga como una variedad nueva. La variedad es poco conocida y cultivada en las Islas Baleares, que casi se puede considerar como desaparecida en los lugares donde era cultivada.

## Características
La higuera 'Forastera de Can Reviu' es una variedad unífera de tipo higo común. Árbol de vigorosidad elevada, copa esparcida y ligera de follaje, y de ramaje muy estirado con ramas que cuelgan llegando hasta el suelo, con nula emisión de rebrotes. Sus hojas son de 3 lóbulos en su mayoría, y menos de 5 lóbulos. Sus hojas con dientes presentes márgenes serrados. 'Forastera de Can Reviu' tiene un desprendimiento mediano de higos, con un rendimiento productivo elevado y periodo de cosecha mediano. La yema apical cónica de color verde amarillento.
Los frutos de la higuera 'Forastera de Can Reviu' son higos de un tamaño de longitud x anchura:38 x 44mm, con forma urceolada, globosa, que presentan unos frutos medianos, simétricos en la forma, uniformes en las dimensiones, de unos 28,780 gramos en promedio, cuya epidermis es de un grosor delgado, de consistencia fuerte y fina al tacto, color de fondo morado verdoso, más intenso a lo largo de las costillas, y con sobre color verde marronáceo. Ostiolo de 1 a 3 mm con escamas pequeñas moradas. Pedúnculo de 2 a 3 mm cilíndrico verde claro. Grietas ausentes. Costillas prominentes. Con un ºBrix (grado de azúcar) de 23 de sabor dulce, con color de la pulpa rojo claro, anaranjado. Con cavidad interna ausente, con pocos aquenios pequeños. Los frutos maduran con un inicio de maduración de los higos sobre el 22 de agosto al 26 de septiembre. Cosecha con rendimiento productivo elevado y periodo de cosecha mediano.
Se usa en fresco en alimentación humana. Difícil abscisión del pedúnculo y con facilidad de pelado. Buena resistencia a las lluvias y rocíos, a la apertura del ostiolo, y al transporte. Muy susceptibles al desprendimiento.

## Cultivo
'Forastera de Can Reviu', se utiliza en fresco. Se está tratando de recuperar de ejemplares cultivados en la colección de higueras baleares de Montserrat Pons i Boscana en Llucmajor.